# Хрестовський острів
Хресто́вський о́стрів (рос. Крестовский остров, якут. Крестовскай арыыта) — невеликий острів у Східносибірському морі, є частиною Ведмежих островів. Територіально відноситься до Республіки Саха, Росія.
Висота острова сягає 273 м в центрі — гора Шапка та зменшується до 73 м на півночі й 186 м на півдні. Береги високі, скелясті.
Протокою Мелєхова острів відокремлений від островів Леонтьєва та Пушкарьова, протокою Колимською — від материка (мис Хрестовий). Має видовжену із півночі на південь неправильну форму. Звужений на півночі (утворює 2 півострови) та розширений на півдні. На заході утворюється бухта Піонер.
Береги в основному скелясті та високі, на північному заході — низинні та болотисті. Є декілька струмків.
| Росія | Це незавершена стаття з географії Росії. Ви можете допомогти проєкту, виправивши або дописавши її. |